# Herr Clerk vår mästare
Herr Clerk vår mästare är en roman av Eyvind Johnson som skrevs 1927-1928 men som inte gavs ut i sin fullständiga version förrän 1998 i Svenska Akademiens serie Svenska klassiker. En nedkortad version av romanen publicerades som Minnas 1928.
Romanen utspelar sig på två plan, ett realistiskt och ett i himmelriket. Himmelrikskapitlen ströks dock av författaren redan innan manuskriptet skickades till förlaget och efter ytterligare nedkortningar av den realistiska berättelsen utgavs romanen som Minnas 1928. Två av de borttagna kapitlen På Himmelrikets kommandobrygga och Skepparhistoria skrevs om och publicerades som noveller 1928. Delar av de borttagna kapitlen publicerades senare i boken Spår förbi Kolonos (1961).

## Handling
Handlingen utspelar sig i en småstad i samtiden, men flera de viktiga händelserna ligger i det förflutna. Romanen har ingen egentlig huvudperson utan skildrar en grupp människor med olika åldrar och sociala ställningar. I centrum står tre personer. Den unge Ivar Berr, bibliotekarien Henrik Clerk och den före detta polisen J.A. Galén. Personerna ges huvudrollen i olika kapitel. Ivars historia handlar om utträdet ur ungdomen, om att förlora en plats i en gemenskap och om besvikelsen över sin första kärlek. Det börjar gå utför med honom, men han lyckas återfå fotfästet i tillvaron. Bibliotekarien Henrik Clerk, som möjligen är Ivars far, är hämmad i livet efter att i ungdomen ha svikits av sin stora kärlek. Galén slåss mot sina demoner, kärleken till alkohol och småpojkar, och går under. Kring dessa finns en grupp andra personer, bland andra Ivars mor Antonia, som haft ett kärleksförhållande med Henrik Clerk, hans yngre bror Martin och Galéns hustru Kristina. De himmelska partierna fungerar som att en spegling av småstadsskeendet, ibland med tragikomiska inslag. Ängeln Augustsson, sjöman, berättar om sitt och andras liv för en Gud som har allt svårare för att hålla sig vaken.

## Källa
- Eyvind Johnson Herr Clerk vår mästare, Bokförlaget Atlantis 1998 Libris